# 大分県教職員組合
大分県教職員組合（おおいたけんきょうしょくいんくみあい、略称：大分県教組（おおいたけんきょうそ））は、大分県の公立小学校・中学校に勤務する教員及び学校職員の労働組合である。
日本教職員組合（日教組）、連合大分、大分県平和運動センターの加盟組織である。

## 歴史
古くから日教組に加盟している。かつては県立学校教職員も所属していたが、日本高等学校教職員組合（日高教）の発足に伴い、県立学校教職員の組合大分県高等学校教職員組合（大分県高教組）を発足し、日高教に加盟した。これにより、県立学校教職員の組合員は大分県教組から脱退した。しかし、大分県高教組が再び日教組に加盟し、現在は共闘関係にある。

## 組織率
加入率が60%を超えており、全国有数の「日教組王国」とされる。

## 支持政党
社会民主党支援の労組連合体の大分県平和運動センターに加盟している。ただし、選挙で社民党系候補がいない場合に限り、民主党に協力する。第21回参議院議員通常選挙大分県選挙区では、社民党推薦無所属の松本文六を支援し、民主党の候補は支援しなかった。
このため、日教組出身の県議、市議の多くは社民党に所属しており、民主党に所属する者はほぼ皆無である。2007年4月の第16回統一地方選挙で大分県議選では大分県教組、大分県高教組の組織内議員が計3名当選した。大分市選挙区では県教組系議員が2位で当選したり、社民党県連代表代行で社民党・民主党の県議会統一会派「県民クラブ」の会長に高教組系議員が就任したりするなど、影響力は他県よりも強いとされる。
大分県では比較的社民党が強いが、大分県教組と大分県高教組は、全日本自治団体労働組合大分県本部とともに、その原動力となっているとされる。

## その他
2008年3月18日の日教組臨時大会で、大分県教組出身の岡本泰良中央執行委員が日教組書記長に選出された。
2014年7月22日、大分県教組が旅行業法に基づく登録を受けずに新聞広告で「慰安婦」問題の関連施設を見学する韓国旅行を募集していたことが産経新聞の一面で報道された。大分県教組は2年前から旅行の募集や代金の徴収を行っていたが、これらは旅行業法では登録業者のみができると規定されているもので、大分県教組は同法に違反していた。
旅行は、日本軍慰安婦歴史館や安重根などが収容されていた西大門刑務所跡などを訪問するもので、大分県教組は助成金を出して親子2人で2泊で25,000円という格安の代金で実施していた。この旅行内容については教育上不適切であるとの意見もあるが、大分県教組の書記長は「日本の加害行為に向き合い、平和を模索する目的だ」と説明している。